# NGC 6039
NGC 6039 (również NGC 6042 lub PGC 56972) – galaktyka eliptyczna (E-S0), znajdująca się w gwiazdozbiorze Herkulesa.
Odkrył ją Édouard Jean-Marie Stephan 27 czerwca 1870 roku. 27 czerwca 1886 roku obserwował ją Lewis A. Swift, jednak niedokładnie określił jej pozycję i skatalogował ją jako nowo odkryty obiekt. John Dreyer w swoim New General Catalogue skatalogował obie te obserwacje jako, odpowiednio, NGC 6042 i NGC 6039.
W bazie SIMBAD jako NGC 6039 skatalogowano galaktykę PGC 56942, należącą do pary galaktyk NGC 6040.